# 安居院義道
安居院 義道（あぐい よしみち、1789年（寛政元年）1月 - 1863年9月25日（文久3年8月13日））は江戸期の農業指導者及び報徳運動家。号は乾坤斎（けんこんさい）・磯翁（きおう）・蘆翁（ろおう）、本姓は藤原氏。通称は庄七（しょうしち）で出生地の秦野市ほか報徳関係者の間では「安居院庄七（あぐい しょうしち）」として知られる。

## 略歴
- 1789年（寛政元年）1月 - 相模国大住郡蓑毛村（現・神奈川県秦野市蓑毛）に住む大山阿夫利神社の修験者をしていた朝田家の次男として生まれる。その後同国同郡曽屋村十日市場（現・秦野市本町四ツ角近辺）の穀物商・磯屋を営む安居院家に婿入りするが、経営に失敗し破産する。
- 1842年（天保13年）頃 - 下野国芳賀郡桜町（現・栃木県真岡市）へ、ついで同国都賀郡日光（現・栃木県日光市）へ二宮尊徳を訪ね報徳思想を学ぶ。その後曽屋村へ戻り報徳思想に基づいた原価商いをはじめ磯屋を立て直す。
- 1843年（天保14年） - 相模国大住郡横曽根村（現・秦野市小蓑毛横曽根地区）の再建に取り組む。
- 1847年（弘化4年） - 実弟の浅田有信（勇次郎）が先に向かっていた遠江国長上郡下石田村（現・静岡県浜松市中央区下石田町）へ向かい、下石田社を結成し報徳思想の普及と同村の復興に取り組む。
- 1863年（文久3年） - 遠江国長上郡小松村（現・浜松市浜名区小松）にて死去。享年75。
- 1918年（大正7年） - 従五位を追贈された[2]。

## その他
- 姓は「あぐい」の他「あごい」「あごいん」との読みも伝わっており、諱は「ぎどう」と音読みもされた。
- 安居院のやり方はしばしば強引・無理難題と形容され、報徳思想ではないのではないかと疑問を呈されることもある。